# CD18
CD18 és la subunitat beta de tres estructures diferents:
- Integrina alphaXbeta2 (que s'aparella amb el CD11a)
- Antigen del macròfag-1 (que s'aparella amb el CD11b)
- LFA-1 (que s'aparella amb el CD11c)